# Porcellino

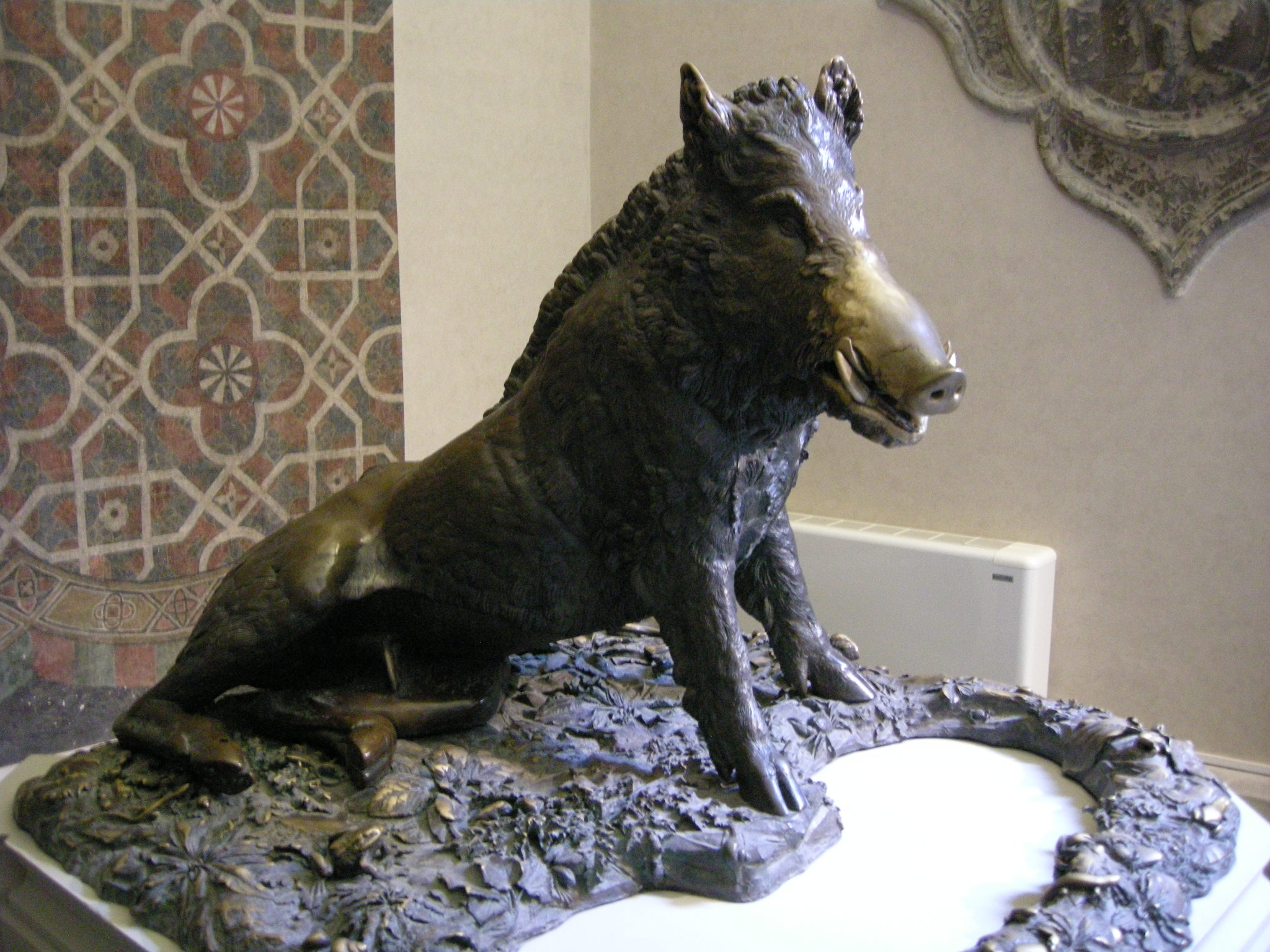
Porcellino original de Pietro Tacca em bronze (Museo Bardini)

Il Porcellino (em italiano, porquinho) é o apelido local florentino para a estátua de bronze de um javali, esculpida pelo mestre barroco Pietro Tacca (1577-1640) por volta de 1634. Embora a estátua original esteja preservada desde 2008 no Museo Stefano Bardini (Palazzo Mozzi), uma réplica permanece na face sul do Mercato Nuovo de Florença, Itália.
É um atrativo turístico de Florença - turistas põem uma moeda dentro da boca do Porcellino com a intenção de deixá-la cair no gradil inferior da estátua para pedir por boa sorte e esfregam o focinho do javali para assegurar que retornarão a Florença. O viajante literário escocês Tobias Smollett registrou essa tradição em 1766, notando que o focinho do Porcellino possuía uma aparência polida, em contraste com o marrom-esverdeado do restante da estátua.